# Церковь Рождества Христова (Рождествено, Рузский городской округ)
Храм Рождества Христова — православный храм в селе Рождествено Рузского городского округа Московской области.

## История
Время сооружения первой церкви в селе неизвестно: по имеющимся данным, к 1625 году старое, ветхое здание уже разваливалось и стояло без пения, то есть не было священника, службы не совершались, и в 1627 году владельцами вотчины был построен новый храм.
В 1775 году храм вновь отстроили, опять деревянный, Рождества Христова с приделами Рождества Богоматери, Казанской иконы Божией Матери и Александра Свирского.
Нынешняя каменная церковь построена, по одним сведениям, в 1862 году, «тщанием прихожан», по другим — в 1859 году, по проекту и под руководством архитектора Дмитрия Борисова — каменное однокупольное здание в русском стиле, с шатровой колокольней. Церковь имела три престола: главный — Рождества Христова, также Казанской иконы Божией Матери и пророка Илии.
В советское время, в конце 1930-х годов, храм закрыли. Настоятеля Емельяна Гончарова расстреляли в 1937 году на Бутовском полигоне.
Храм возвращён верующим в 1990-е годы, восстановлен. Совершаются регулярные богослужения. Настоятель о. Александр Лобанов.